# Liste der Baudenkmäler in Plankenfels
Auf dieser Seite sind die Baudenkmäler in der oberfränkischen Gemeinde Plankenfels zusammengestellt. Diese Tabelle ist eine Teilliste der Liste der Baudenkmäler in Bayern. Grundlage ist die Bayerische Denkmalliste, die auf Basis des Bayerischen Denkmalschutzgesetzes vom 1. Oktober 1973 erstmals erstellt wurde und seither durch das Bayerische Landesamt für Denkmalpflege geführt wird. Die folgenden Angaben ersetzen nicht die rechtsverbindliche Auskunft der Denkmalschutzbehörde.
 Diese Liste gibt den Fortschreibungsstand vom 19. August 2014 und enthält 10 Baudenkmäler.

## Baudenkmäler nach Gemeindeteilen

### Plankenfels
| Lage                          | Objekt                                              | Beschreibung | Akten-Nr.     | Bild           |
| ----------------------------- | --------------------------------------------------- | --- | ------------- | -------------- |
| Bayreuther Straße (Standort)  | Kriegerdenkmal für die Gefallenen beider Weltkriege | Durch drei Stufen erhöhte Anlage mit bossierter Mauer, mittig drei Tafeln, Kalkstein, um 1960. | D-4-72-176-11 | BW             |
| Schloßanger 2, 2 a (Standort) | Burg Plankenfels                                    | Im Kern 13. Jahrhundert, zweigeschossiger Walmdachbau mit geohrten Sandsteingewänden und Zwerchgiebel sowie älterer zweigeschossiger Satteldachbau mit Krüppelwalm, Dachreiter und Türrahmung bezeichnet 1744, durch eingeschossigen Satteldachbau verbunden, nach Zerstörungen 1525 Wiederaufbau | D-4-72-176-2  | weitere Bilder |

### Eichenmühle
| Lage                     | Objekt | Beschreibung | Akten-Nr.    | Bild  |
| ------------------------ | ------ | --- | ------------ | ----- |
| Eichenmühle 1 (Standort) | Mühle  | Zweigeschossiger Satteldachbau mit geohrten Gewänden im Erdgeschoss und Laube gegen den Mühlgraben, 18. Jahrhundert, zweigeschossiger Mühlenteil angebaut und in Fachwerk aufgestockt | D-4-72-176-3 | Mühle |

### Plankenstein
| Lage                | Objekt                 | Beschreibung            | Akten-Nr.    | Bild           |
| ------------------- | ---------------------- | ----------------------- | ------------ | -------------- |
| Hagsberg (Standort) | Burgruine Plankenstein | Im Kern 13. Jahrhundert | D-4-72-176-4 | weitere Bilder |

### Scherleithen
| Lage                      | Objekt   | Beschreibung | Akten-Nr.    | Bild |
| ------------------------- | -------- | --- | ------------ | ---- |
| Scherleithen 5 (Standort) | Wohnhaus | Zweigeschossiger Halbwalmdachbau, bezeichnet 1833; im Winkel angefügtes zweigeschossiges Stallgebäude mit Satteldach und Obergeschosslaube, zweite Hälfte 19. Jahrhundert | D-4-72-176-5 | BW   |

### Schressendorf
| Lage                                             | Objekt                                       | Beschreibung | Akten-Nr.    | Bild |
| ------------------------------------------------ | -------------------------------------------- | --- | ------------ | ---- |
| Hundsknock; Reutersfuhr im Hundsknock (Standort) | Extratitionsstein des Zehntgerichts Hollfeld | Bezeichnet „1776“ | D-4-72-176-9 | BW   |
| Schressendorf 22 (Standort)                      | Katholische Kapelle                          | Sandsteinquaderbau mit Vorhalle auf Säulen und Dachreiter, Walmdach, barockisierender Heimatstil, von Architekt Fuchsberger, an der Südwestecke bezeichnet „1921“ | D-4-72-176-1 | BW   |

### Wadendorf
| Lage                    | Objekt                                    | Beschreibung | Akten-Nr.    | Bild           |
| ----------------------- | ----------------------------------------- | --- | ------------ | -------------- |
| Wadendorf 55 (Standort) | Eckturm                                   | Verputzter Rundturm mit Kegeldach, 15./17. Jahrhundert; Torbogen und Mauerreste der ehemaligen Burg Wadendorf, 15./17. Jahrhundert                         | D-4-72-176-6 | BW             |
| Wadendorf 56 (Standort) | Ehemalige Bestandteile der Burg Wadendorf | Eckturm, verputzter Rundturm mit Kegeldach und Wohnhaus, zweigeschossiger Satteldachbau 17. Jahrhundert, im Kern von 1453; Mauerreste, 15./17. Jahrhundert | D-4-72-176-8 | BW             |
| Wadendorf 57 (Standort) | Ehemalige Burg Wadendorf                  | Zweigeschossiger Satteldachbau 17. Jahrhundert, im Kern von 1453                                                                                           | D-4-72-176-7 | weitere Bilder |